# Бифрьост
Бифрьост в скандинавската митология е мост от Митгард до Асгард. Според Прозаичната Еда мостът свършва в рая при Химинбьорг, където живее богът Хеймдал. Разрухата на моста по време на Рагнарьок от силите на Муспелхайм е предсказана. Учените предполагат, че мостът първоначално е представлявал Млечния път.

## Поетична Еда
В Поетичната Еда мостът е споменат в Гримнисмал и Фафнисмал. В един от стиховете от поемата Гримнисмал Гримнир (богът Один под прикритие) дава на младия Агнар Гейрьодисон космологичено знание, включително, че Билфрьост е най-добрият мост.
Във Фафнисмал умиращият Фафнир казва на героя Сигурд, че по време на събитията от Рагнарьок боговете, носейки копия, ще се срещнат на Оскопнир. Оттам боговете ще прекосят Билфрьост, който ще се срути докато те преминават.